# Kojčinovac
Kojčinovac je naselje v občini Bijeljina, Bosna in Hercegovina. 

## Deli naselja
Kojčinovac, Kojčinovac Donji in Kojčinovac Gornji.

## Prebivalstvo
| Pregled števila prebivalcev po letih | Pregled števila prebivalcev po letih | Pregled števila prebivalcev po letih | Pregled števila prebivalcev po letih | Pregled števila prebivalcev po letih | Pregled števila prebivalcev po letih |
| ------------------------------------ | ------------------------------------ | ------------------------------------ | ------------------------------------ | ------------------------------------ | ------------------------------------ |
| 1948                                 | 1953                                 | 1961                                 | 1971                                 | 1981                                 | 1991                                 |
| -                                    | -                                    | -                                    | 800                                  | 863                                  | 726                                  |

| Narodna sestava prebivalstva po letih                                                                                      | Narodna sestava prebivalstva po letih                                                                                      | Narodna sestava prebivalstva po letih                                                                                      |
| --- | --- | --- |
| 1971 | 1981 | 1991 |
| . skupaj: 800 Srbi 795 (99,37 %) Hrvati 1 (0,12 %) Muslimani 0 (0,00 %) Jugoslovani 0 (0,00 %) drugi in neznano 4 (0,50 %) | . skupaj: 863 Srbi 852 (98,72 %) Hrvati 1 (0,11 %) Muslimani 0 (0,00 %) Jugoslovani 9 (1,04 %) drugi in neznano 1 (0,11 %) | . skupaj: 726 Srbi 723 (99,58 %) Hrvati 0 (0,00 %) Muslimani 0 (0,00 %) Jugoslovani 2 (0,27 %) drugi in neznano 1 (0,13 %) |